# Hoyt Axton
Hoyt Wayne Axton (Duncan, Oklahoma, 25 de marzo de 1938-Helena, Montana, 26 de octubre de 1999) fue un cantautor, guitarrista y actor estadounidense. Se hizo conocido a principios de la década de 1960, estableciéndose en la Costa Oeste como un cantante de folk con un estilo terrenal y una voz potente. Entre sus canciones más conocidas se encuentran "Joy to the World", "The Pusher", "No No Song", "Greenback Dollar", "Della and the Dealer" y "Never Been to Spain".
También fue un prolífico actor de personajes con muchos papeles en cine y televisión en su haber, a menudo interpretando una figura paterna en varias películas, entre ellas The Black Stallion (1979), Heart Like a Wheel (1983) y Gremlins (1984).

## Biografía
Nacido en Duncan (Oklahoma), Axton era hijo de la compositora y promotora musical Mae Boren Axton, quien coescribió la canción "Heartbreak Hotel", que se convirtió en un gran éxito para Elvis Presley. Algunas de las propias canciones de Hoyt fueron grabadas más tarde por Presley. El padre de Axton, John Thomas Axton, era un oficial naval destinado en Jacksonville (Florida), donde la familia se mudó en 1949.
Asistió a la Universidad Estatal de Oklahoma con una beca, donde jugó fútbol americano, pero la abandonó para alistarse en la Marina. Axton tenía el rango de suboficial de segunda clase y sirvió en dos barcos, el USS Princeton (CV-37) y el USS Ranger (CVA-61).
Axton era primo del músico Arlo Guthrie.

## Trayectoria
Después de su baja de la Marina, Axton comenzó a cantar canciones folk en cafeterías y clubes nocturnos del sur de California. A principios de los años 60, lanzó su primer álbum folk, The Balladeer, que incluía su canción "Greenback Dollar", que en 1963 se convertiría en un éxito para el Kingston Trio.
Axton lanzó numerosos álbumes a lo largo de los años 60 y 70. A mediados de la década de 1970 produjo versiones de estudio de su propia música para John Davidson y también produjo Tales From the Ozone, un álbum de 1975 de Commander Cody and His Lost Planet Airmen. Lanzó muchos éxitos menores propios, como "Boney Fingers", "When the Morning Comes" y "Della and the Dealer" de 1979. Su estilo vocal presentó su distintivo bajo-barítono (que luego se profundizó hasta casi el bajo).
Axton apareció por primera vez en televisión en una producción de David L. Wolper para ABC de The Story of a Folksinger (1963). Apareció en la serie de televisión Hootenanny. En 1965, apareció en un episodio de Bonanza en el que cantó duetos con Pernell Roberts. En 1966, hizo su debut cinematográfico en el largometraje Smoky interpretando el papel del hermano malvado del personaje interpretado por Fess Parker. Ganó fama en las décadas de 1970 y 1980 a través de sus papeles en películas, incluidos los de El corcel negro (1979), Liar's Moon (1982), Heart Like a Wheel (1983) y Gremlins (1984). Sus apariciones en televisión incluyen McCloud (1976), The Bionic Woman (1976), WKRP in Cincinnati (1979) y Diff'rent Strokes (1984, 1985). En 1980, cantó la canción principal de la serie de corta duración Flo y apareció como estrella invitada, como él mismo, en el episodio titulado "You Gotta Have Hoyt". Axton cantó el jingle "The Ballad of Big Mac" para un comercial de televisión de McDonald's Big Mac de 1969, así como "Head for the Mountains" en las voces en off para la cerveza Busch en la década de 1980. Apareció en un comercial de Pizza Hut en 1985 y en un anuncio de televisión para FTD con Merlin Olsen en 1989. En 1991, Axton ingresó en el Paseo de las Estrellas del Oeste de Newhall, California.
Sin embargo, las contribuciones más duraderas de Axton fueron canciones que otros hicieron famosas: "Joy to the World" para Three Dog Night y "Never Been to Spain" tanto para Three Dog Night como para Elvis Presley, "Greenback Dollar" para el Kingston Trio, "The Pusher" y "Snowblind Friend" para Steppenwolf, "No No Song" para Ringo Starr y canciones versionadas por cantantes como Joan Baez, Arlo Guthrie, John Denver, Nina Simone, Waylon Jennings, Martha Reeves, Jonathan Edwards, Glen Campbell, Anne Murray y David Clayton-Thomas. Axton cantó duetos con Linda Ronstadt en las canciones "Lion in the Winter" y "When the Morning Comes", con Renee Armand en "Boney Fingers" y con Tanya Tucker en "You Taught Me How to Cry". Su composición "Joy to the World", interpretada por Three Dog Night, alcanzó el puesto número uno en la lista Billboard Hot 100 durante seis semanas consecutivas en 1971, convirtiéndose en el mayor éxito del año. Bautizó su sello discográfico con el nombre de Jeremiah en honor a la rana toro mencionada en la canción.

## Vida personal
Axton se casó cuatro veces; sus tres primeros matrimonios terminaron en divorcio. Tuvo cinco hijos. Uno de sus hijos, Matt Axton, es músico.
Axton luchó contra la adicción a la cocaína, y varias de sus canciones, entre ellas "The Pusher", "Snowblind Friend" y "No No Song", reflejan en parte sus experiencias con la droga. Fue un defensor del uso del cannabis con fines medicinales, pero él y su esposa Deborah fueron arrestados en febrero de 1997 en su casa de Montana por posesión de unos 500 g de marihuana. Su esposa explicó más tarde que le ofreció marihuana a Axton para aliviar su dolor y estrés después del derrame cerebral que sufrió en 1995. Axton nunca se recuperó por completo de su derrame cerebral y usó una silla de ruedas durante el resto de su vida. Axton murió a los 61 años en su casa de Victor, Montana, el 26 de octubre de 1999, después de sufrir dos ataques cardíacos en dos semanas.

## Premios y reconocimientos
El 1 de noviembre de 2007, Axton y su madre Mae Boren Axton fueron incluidos, póstumamente, en el Salón de la Fama de la Música de Oklahoma en Muskogee (Oklahoma).

## Lista seleccionada de canciones
Entre sus composiciones más conocidas están:
- Greenback Dollar, escrita para El Kingston Trio.
- The Pusher, escrita para Steppenwolf, lanzado en su álbum de debut en 1968.
- No No Song,  escrita para Ringo Starr en marzo de 1975.
- Never Been to Spain, para Three Dog Night, Waylon Jennings, y Elvis Presley.
- Snowblind Friend, para Steppenwolf en 1971.

## Películas y televisión

### Películas
- Smoky
- Outlaw Blues
- El corcel negro
- Gremlins
- Disorganized Crime
- Retribution
- We're No Angels
- The Junkmen
- Avalancha en la cordillera del diablo
- El precio del pasado
- Endangered Species
- Kingfish
- King Cobra

### Televisión
- McCloud
- Hootenanny
- The Dukes of Hazzard
- Bonanza